# 布尔瓦莱
布尔瓦莱（法語：Bourgvallées，法語發音：[buʁvale]）是法国芒什省的一个市镇，属于圣洛区。该市镇于2016年由原市镇古法勒尔、维尔河畔拉芒斯利耶尔、圣龙费尔和圣桑松德邦福塞合并而成，行政中心为圣桑松德邦福塞。2019年，市镇勒梅尼勒埃尔芒和苏勒并入布尔瓦莱。

## 地名
该地名“Bourgvallées”由“Bourg”（法语意为“镇”）和“Vallées”（法语意为“谷”）两个词复合而成。

## 地理
布尔瓦莱（49°2'56"N, 1°7'44"W）面积48.27 平方千米，位于法国诺曼底大区芒什省，该省份为法国西北部沿海省份，西、北、东北三面环大西洋，东起顺时针与卡爾瓦多斯省、奧恩省、马耶讷省和伊勒-维莱讷省接壤。
与布尔瓦莱接壤的市镇（或旧市镇、城区）包括：圣马丹德邦福塞、圣洛、维尔河畔圣苏珊、维尔河畔孔代、卡尼西、穆瓦永维拉日、当日、瑟尼伊圣母村、勒吉兰、拉艾贝勒丰。
布尔瓦莱的时区为UTC+01:00、UTC+02:00（夏令时）。

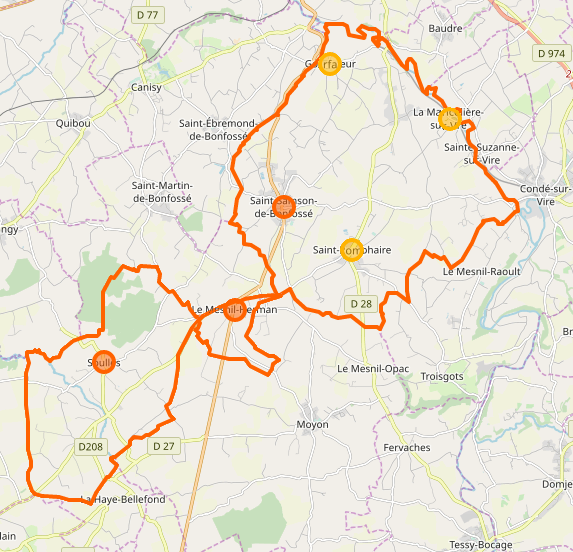
布尔瓦莱的OSM定位图

## 行政
布尔瓦莱的邮政编码为50750，INSEE市镇编码为50546。

## 政治
布尔瓦莱所属的省级选区为圣洛第二县。

## 人口
布尔瓦莱于2022年1月1日时的人口数量为3319人。